# Виноградовка (Хабаровський район)
Виногра́довка (рос. Виноградовка) — село у складі Хабаровського району Хабаровського краю, Росія. Входить до складу Мічурінського сільського поселення.

## Населення
Населення — 819 осіб (2010; 754 у 2002).
Національний склад (станом на 2002 рік):
- росіяни — 87 %